# 스타워즈: 다크 포스 사가

스타워즈: 다크 포스 사가 (Dark Forces saga)는 스타워즈 게임 프랜차이즈 중 하나이며 제다이 나이트 사가 (Jedi Knight saga), 제다이 나이트 시리즈 (Jedi Knight series) 라고도 부르며 카일 카탄이라는 캐릭터가 주인공인 작품 시리즈 이기도 하다.

## 상세
스타워즈 게임 역사중 첫 번째 1인칭/3인칭 게임 시리즈 이기도 하다.

## 게임 목록
- 스타워즈: 다크 포스 (Star Wars: Dark Forces, 1995)
- 스타워즈: 제다이 나이트: 다크 포스 II (Star Wars: Jedi Knight: Dark Forces II, 1997)
- 스타워즈: 제다이 나이트: 미스테리 오브 시스 (Star Wars: Jedi Knight: Mysteries of the Sith, 1998)
- 스타워즈: 제다이 나이트: 제다이 아웃캐스트 (Star Wars Jedi Knight II: Jedi Outcast, 2002)
- 스타워즈: 제다이 나이트: 제다이 아카데미 (Star Wars: Jedi Knight: Jedi Academy, 2003)

## 그 외
작품중 다크 포스 II, 제다이 아카데미는 게임 엔딩 라이트사이드 (Light Side), 다크사이드 (Dark Side) 두 가지 엔딩을 선택 가능하나 루카스필름에 의해 정식 엔딩은 라이트사이드(Light Side) 엔딩이다.